# Rumex caucasicus
Rumex caucasicus är en slideväxtart som beskrevs av Karl Heinz Rechinger. Rumex caucasicus ingår i släktet skräppor, och familjen slideväxter. Inga underarter finns listade i Catalogue of Life.